# Fluxofenim
Fluxofenim ist eine chemische Verbindung aus der Gruppe der Oximether.

## Gewinnung und Darstellung
Fluxofenim kann durch Reaktion von Chlorbenzol mit Trifluoracetylchlorid, Hydroxylaminhydrochlorid und Brommethyl-1,3-dioxolan gewonnen werden.

## Eigenschaften
Fluxofenim ist eine farblose Flüssigkeit, die praktisch unlöslich in Wasser ist.

## Verwendung
Fluxofenim wird als Herbizid-Safener bei Mais und Sorghum verwendet. Eine Saatgutbeize mit 0,05–0,3 % Safener schützt vor dem Herbizid Metolachlor. Es wurde von Ciba-Geigy entwickelt, 1982 erstmals getestet und 1986 veröffentlicht.
In Deutschland, Österreich und der Schweiz sind keine Pflanzenschutzmittel mit diesem Wirkstoff zugelassen.